# Aleksandar Kesar
Aleksandar Kesar (in serbo Александар Кесар?; 4 febbraio 1972) è un allenatore di pallacanestro serbo.